# Coulanges-la-Vineuse
Coulanges-la-Vineuse este o comună în departamentul Yonne, Franța. În 2009 avea o populație de 955 de locuitori.

## Evoluția populației
| An        | 1975 | 1982 | 1990 | 1999 | 2006 | 2009 |
| --------- | ---- | ---- | ---- | ---- | ---- | ---- |
| Populație | 757  | 817  | 878  | 916  | 930  | 955  |